# Margarita Lecuona
Margarita Lecuona (La Habana, 18 de abril de 1910-Nueva Jersey, 19 de marzo de 1981) fue una cantante y compositora cubana, recordada principalmente por sus canciones «Babalú» y «Tabú».

## Biografía

### Primeros años y estudios
Lecuona nació en La Habana el 18 de abril de 1910, hija de Eugenio Lecuona Casado, cónsul de Cuba en Nueva York. Estudió en el Colegio Nuestra Señora de las Mercedes y en el Colegio Sepúlveda de La Habana antes de cursar el bachillerato en el Instituto de La Habana, que abandonó tras los dos primeros años.
Estudió canto con Julia Lucignani y piano con Eulalia Santana antes de asistir a la Escuela de Guitarra de Pro-Arte Musical, con Clara Romero de Nicola. Estudió danza en la Escuela de Ballet con el maestro Nikolai Yavorsky, y participó en varias de sus obras.

### Carrera
En 1930 escribió «Soñadora», y después de actuar en varias producciones teatrales, en 1942 creó un dúo con Olga Luque y luego un grupo llamado Las Cubanas de Lecuona, actuando en el escenario y en la radio. Entre sus numerosas composiciones de principios de la década de 1940 destacan «Babalú» y «Tabú». Esta última ganó popularidad en la versión de Arthur Lyman y Les Baxter, mientras que «Babalú» tuvo éxito con el cantante Desi Arnaz.
En 1947 se casó con el actor argentino Pepe Armil y se trasladó a Buenos Aires, donde se instaló en 1957. Desde allí viajó a Chile, Uruguay, Bolivia, Perú, Brasil y México, actuando tanto en radio como en teatro.
En 1969 se reunió con su familia en Estados Unidos. Murió en Nueva Jersey en 1981.